# إيمي جو مارتن
إيمي جو مارتن (بالإنجليزية: Amy Jo Martin)‏ هي رائدة أعمال أمريكية، ولدت في 6 يوليو 1969 في غرين ريفر في الولايات المتحدة.

## وصلات خارجية
- الموقع الرسمي